# Тиран-карлик жовточеревий
Тиран-карлик жовточеревий (Ornithion semiflavum) — вид горобцеподібних птахів родини тиранових (Tyrannidae). Мешкає в Мексиці і Центральній Америці.

## Поширення і екологія
Жовточереві тирани-карлики мешкають на півдні Мексики (на південь від Веракрусу і Оахаки), в Белізі, північній Гватемалі, північному і східному Гондурасі, на сході Нікарагуа та на півночі і південному заході Коста-Рики. Іноді трапляються на крйньому заході Панами. Вони живуть у вологих рівнинних і гірських тропічних лісах і чагарникових заростях, в садах і на плантаціях. Зустрічаються на висоті до 1500 м над рівнем моря.